# Chicas de colegio
Chicas de colegio es una canción del grupo de pop español Mamá, publicada en 1980.

## Descripción
Se trata de uno de los temas que mejor representan el momento y la época en que fueron grabados.
La canción describe la cotidianeidad de las adolescentes madrileñas de clase acomodada, que asisten a colegio privado y pasan sus momentos de ocio en los bares de copas del complejo llamado bajos de Aurrerá, en el barrio de Argüelles.